# Georg von Brandis (Landrat)
Georg von Brandis (* 15. Juni 1847 in Hannover; † 6. Dezember 1904 in Wiesbaden) war ein deutscher Rittergutsbesitzer, Verwaltungs- und Hofbeamter und Parlamentarier.

## Leben
Georg von Brandis studierte Rechtswissenschaften an der Georg-August-Universität Göttingen und der Friedrich-Wilhelms-Universität Berlin. 1868 wurde er Mitglied des Corps Bremensia. Nach dem Studium wurde er Beamter im preußischen Staatsdienst. Von 1898 bis zu seinem Tod 1904 war er Landrat des Landkreises Schwerin (Warthe).
Von Brandis war preußischer Kammerherr und Rittergutsbesitzer in Neuhaus bei Schwerin an der Warthe. Er war Kreisdeputierter und Deichhauptmann, von 1892 bis 1898 war er für den Wahlkreis Posen 3 (Samter, Birnbaum, Schwerin a. W.) Mitglied des Preußischen Herrenhauses. Er gehörte der Fraktion der Konservativen Partei an.